# わが家は11人
『わが家は11人』（原題：The Waltons）は、1972年から1981年まで放送されたアメリカ合衆国のテレビドラマ。制作はロリマー・テレビジョン、放送はCBS。全9シーズン、210回。
映画『スペンサーの山』の原作者である作家アール・ハムナー・ジュニアの自伝的ホームドラマ。パトリシア・ニール主演のテレビ映画『父の帰る日』（The Homecoming: A Christmas Story、1971年）のキャストを一部変更してテレビドラマ化したもの。
プライムタイム・エミー賞34部門にノミネートされ、うち12部門で受賞している。
日本では、TBSテレビで1973年1月10日から4月17日まで、水曜8時枠で放送された。

## あらすじ
1930年代の大恐慌時代。バージニア州に住むウォルトン家は、父親のジョンと母親オリヴィア、祖父母と子供7人の11人家族。彼らは貧しいながらも、助け合いながら数々の困難に立ち向かう。

## キャスト
- ジョン・ウォルトン（父）：ラルフ・ウェイト（吹替：宇津井健）
- オリヴィア・ウォルトン（母）：マイケル・ラーンド（吹替：北沢典子）

- ゼブロン・ウォルトン（祖父）：ウィル・ギア（吹替：宮口精二）
- エスター・ウォルトン（祖母）：エレン・コービー（吹替：堀越節子）

- ジョン“ジョン・ボーイ”・ウォルトン（長男）：リチャード・トーマス（吹替：太田博之）
- ジェイソン・ウォルトン（次男）：ジョン・ウォルムスリー
- ベン・ウォルトン（三男）：エリック・スコット
- ジェームズ・ロバート・ウォルトン（四男）：デヴィッド・W・ハーパー
- メアリー・エレン・ウォルトン（長女）：ジュディ・ノートン・テイラー
- エリン・ウォルトン（次女）：メアリー・エリザベス・マクドノー
- エリザベス・ウォルトン（三女）：カミ・コトラー

## ギャラリー

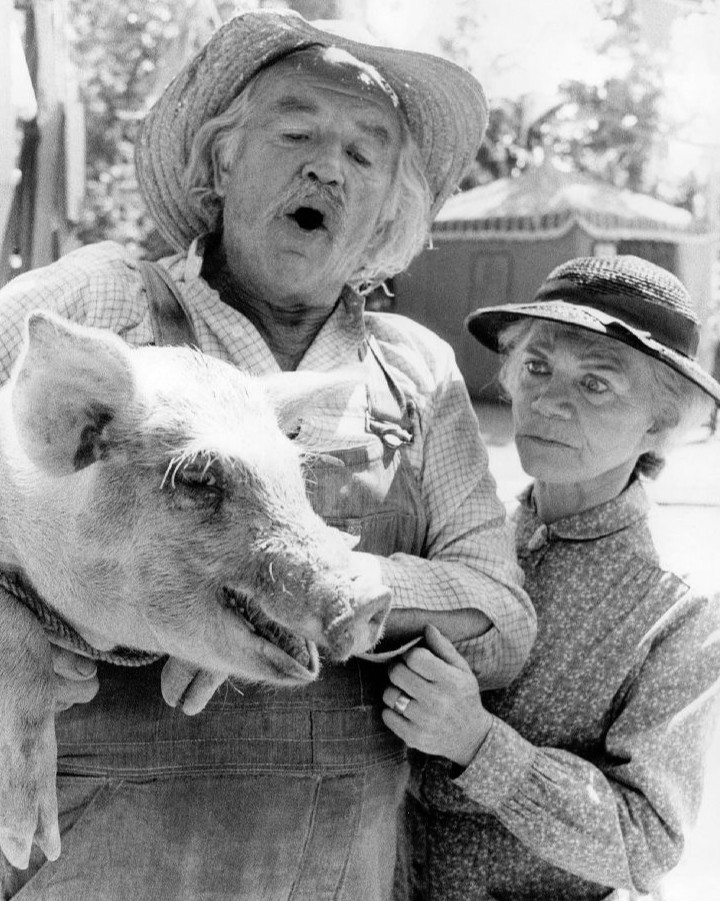
祖父・ゼブロン（ウィル・ギア、左）と、祖母・エスター（エレン・コービー）。
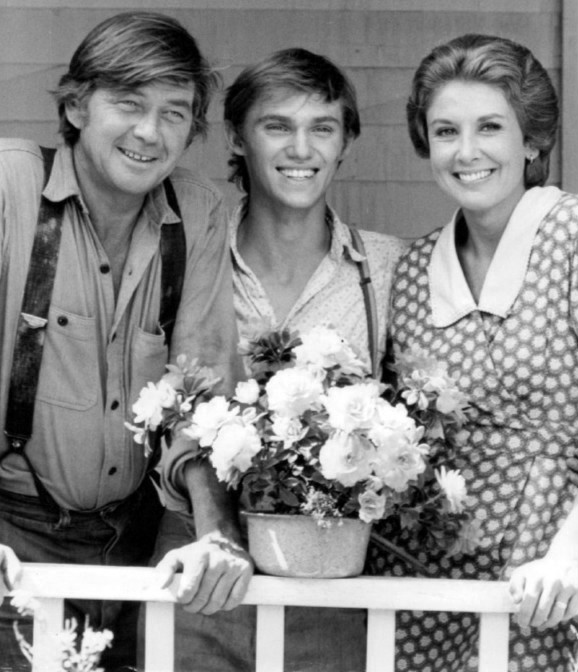
左から父・ジョン（ラルフ・ウェイト）、長男・ジョン・ボーイ（リチャード・トーマス）、母・オリヴィア（マイケル・ラーンド）。
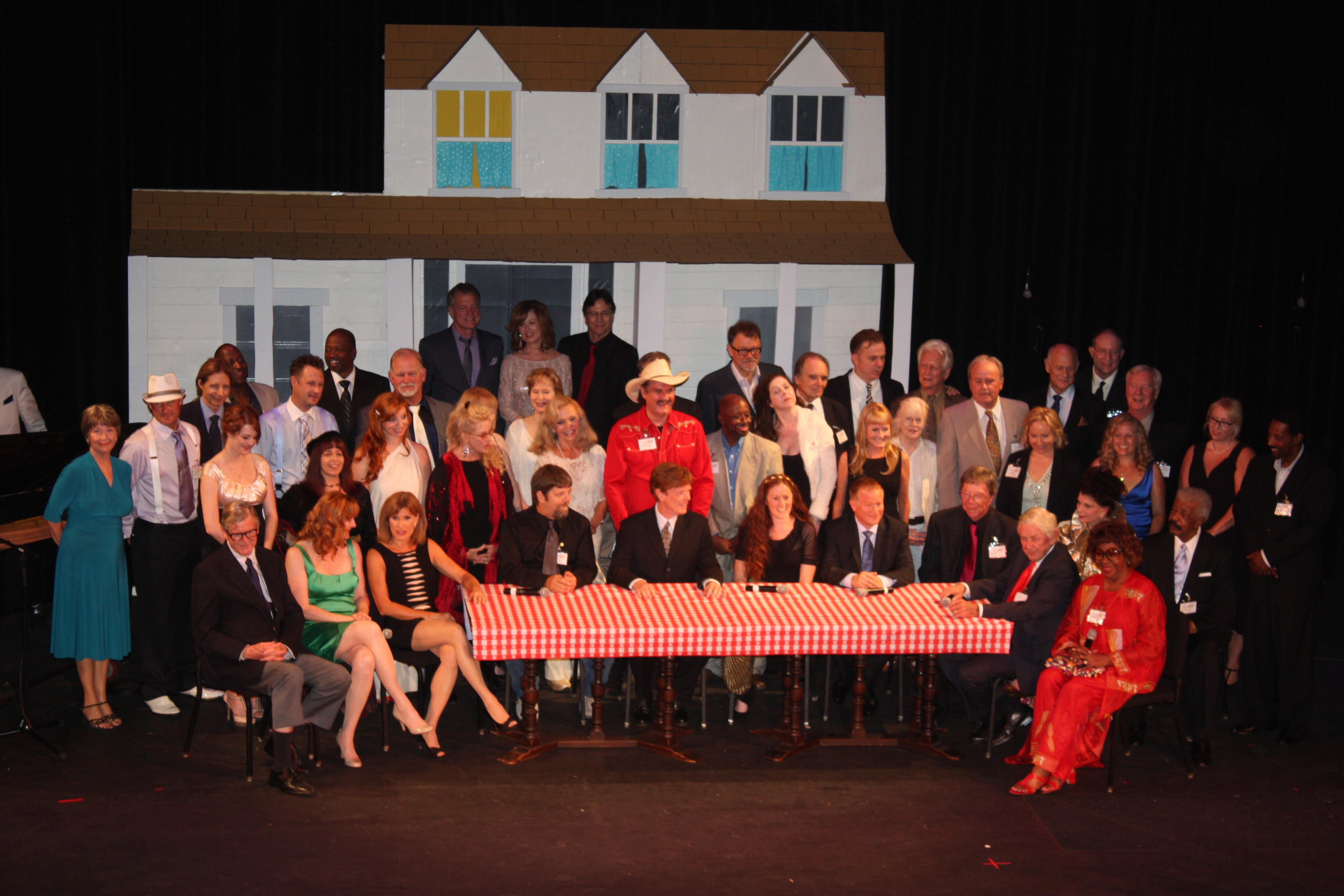
2012年、放送40周年を記念して集まった出演者たち。